# 松尾潔
松尾 潔（まつお きよし、1968年1月4日 - ）は、日本の音楽プロデューサー、ソングライター、音楽ライター、小説家。
Never Too Much Productions代表。通称はKC。本名「松尾潔」名義での作詞・作曲活動の他に、小山内舞及び立田野純名義での作詞も多数ある。

## 人物
血液型はA型。
現代黒人音楽の研究者、紹介者であると同時に、プロデューサー、ソングライターとして音楽制作にも直接関わる稀有な存在であり、そのシングルおよび収録アルバムの累計セールス枚数は3000万枚を超すプロデューサーである。
黒人音楽、中でもR&Bを好む。黒人の歌謡曲と日本人の歌謡曲という「歌もの」。
音楽プロデューサーやソングライターとしては、SPEED、MISIA、宇多田ヒカルのデビューの際のブレーンの一人。平井堅のブレイクの仕掛け人やCHEMISTRYの生みの親でもある。
その一方で、日本を代表するブラックミュージック研究家、音楽ライター、ラジオDJ、ミュージック・フリークでもあり、早稲田大学在学時から始めたライターとしての仕事で取材のために渡米を繰り返す中、非常に困難とされたジェイムス・ブラウンへの密着インタビューや、クインシー・ジョーンズの独占インタビューに成功。
プロのミュージシャンを目指すようなレベルではなかったが、ピアノ、ベース、ギター、トランペットの経験があり、名前の表記はないものの、「Produced by」とクレジットがある場合は楽器演奏やコーラスでレコーディングに参加していることもある。
2023年8月からは福島県のALPS処理水放出を反対する署名に参加している。

## 略歴
福岡県出身。西南学院中学校、福岡県立修猷館高等学校、早稲田大学第二文学部卒業。1988年、大学在学中にブラックミュージック専門誌『bmr（ブラック・ミュージック・リヴュー）』などでR&B・HIP HOPを主な対象として執筆活動を開始し、アメリカやイギリスでの豊富な現地取材をベースとした評論活動、多数のラジオ・TV出演を重ね、若くしてその存在を認められるようになる。
ライター時代に久保田利伸と交流したことをきっかけに1990年代半ばから音楽制作に携わるようになる。
2002年に開催された日韓共催FIFAワールドカップの2002 FIFA ワールドカップ公式アルバムの曲「Let's Get Together Now」（Voices of KOREA/JAPAN）の作詞及びプロデュースを手がける。同曲は韓国で公式に放送された初めての日本語詞の歌として歴史的な1位を獲得した。
2007年、EXILEのシングル「Lovers Again」の作詞とプロデュースを手掛け、同曲の作詞家として2007年度JASRAC賞銅賞を受賞した。
2008年、西寺郷太（NONA REEVES）、毛利泰士とバンド「エキゾチックJAPAN」を結成し、リーダーとしてみうらじゅんのテレビ番組「シンボルず」（テレビ東京）の音楽を担当した（2008年7月 - 9月）。同年初夏にスイスで行われた「クインシー・ジョーンズ75歳アニヴァーサリー・セレブレーション」には日本を代表して鷺巣詩郎と参加した。同年12月、作詞・共作曲・プロデュースを手掛けたEXILEのシングル「Ti Amo」が第50回日本レコード大賞を受賞した。また同曲の作詞・作曲家として2009年度のJASRAC賞銀賞を受賞した。
2009年、松尾の個人事務所がスマイルカンパニーと業務提携を締結。
2011年、平井堅のアルバム『JAPANESE SINGER』で10年ぶりにタッグを組み、トータル・プロデュースを行う。同年、作詞・プロデュースを手掛けたJUJUのシングル「この夜を止めてよ」が第53回日本レコード大賞「優秀作品賞」を受賞した。
2013年、イギリスの人気オーディション番組『Xファクター』の日本版X Factor Okinawa Japanの審査員に就任した。
2019年、関ジャニ∞の番組『関ジャム 完全燃SHOW』の出演を開始。
2021年2月17日、初の長編小説『永遠の仮眠』を新潮社より発刊した。表紙カバーでは三代目 J SOUL BROTHERS from EXILE TRIBEの岩田剛典がモデルを務めた。
2022年、作詞を手掛けた天童よしみの「帰郷」が第55回日本作詩大賞を受賞した。

### スマイルカンパニーからの契約解除
2023年6月30日、松尾は自身のTwitterで「15年間在籍したスマイルカンパニーとのマネージメント契約が中途で終了になりました。私がメディアでジャニーズ事務所と藤島ジュリー景子社長に言及したのが理由です。私をスマイルに誘ってくださった山下達郎さんも会社方針に賛成とのこと、残念です。今までのサポートに感謝します。バイバイ！」と投稿。ジャニー喜多川性加害問題に際し、松尾がメディアでジャニーズ事務所および同事務所社長の藤島ジュリー景子について触れたことが原因だとし、同じくスマイルカンパニー所属の山下達郎と妻の竹内まりやも松尾との契約解除の方針に賛成したと述べた。
松尾は『日刊ゲンダイ』で連載しているコラム「メロウな木曜日」の2023年7月6日発行号掲載分で経緯を明らかにした。それによれば、藤島の公式見解を受けて、出演したラジオ番組で見解や提言を示したところ、スマイルカンパニー社長の小杉周水に呼び出され、松尾の意見は正論だとした上で、ジャニーズ事務所や藤島の名前をメディアで出したことを問題視し、解約を切り出してきたとしている。また、山下達郎・竹内まりや夫妻についても、これまでの山下家・小杉家・藤島家のつきあいの歴史を考えると松尾が在籍し続けるのは難しいとの判断に至ったとされている。小杉は松尾に「なぜなら、三家のつきあいはビジネスではなく『義理人情』なのだから」と説明したとされる。
一方のスマイルカンパニー側は小杉名でリリースを発表、今回の契約解除は松尾の社内外での言動等に鑑み、小杉の自身の判断により松尾との協議の上で合意したことだと明らかにしている。
その後山下は自身のラジオ番組『山下達郎のサンデー・ソングブック』（TOKYO FM）で、「ネットや週刊誌の最大の関心事はですね。私がジャニーズ事務所への忖度があって、今回の一件もそれに基づいて関与しているのでは、という根拠のない憶測です。今の世の中はなまじ黙っているといったもの勝ちで、どんどん嘘の情報が拡散しますので、こちらからも思うところを正直に率直にお話ししておく必要性を感じた次第であります。」、「まずもって、私の事務所と松尾氏とは、彼から顧問料をいただく形での業務提携でありましたので雇用関係にあったわけではない。また、彼が所属アーティストだったわけでもなく、従って解雇には当たりません。弁護士同士の合意文書も存在しております。松尾氏との契約終了については、事務所の社長の判断に委ねる形で行われました。松尾氏と私は直接何も話をしておりませんし、私が社長に対して契約を終了するよう促したわけでもありません。そもそも彼とは長い間会っておりません。年にメールが数通という関係です。」と松尾の発信した内容を否定している。また、「性加害が本当にあったとすれば、それはもちろん許し難いことであり、被害者の方々の苦しみを思えば、第三者委員会等での事実関係の調査というのは必須であると考えます。」と発言し、性的加害の問題解決は必要だとした。
これに対し松尾は『情報ライブ ミヤネ屋』（読売テレビ・日本テレビ系）からの質問に回答コメントを寄せる形で反論、「事実をゆがめかねない箇所がいくつかあり、社会的弱者への共感と配慮を著しく欠いていたのも非常に残念」と批判するとともに、長年「松尾君」と呼んできた山下が今回「松尾氏」としたことについては「この人と自分との間には結構な距離がありますよというイメージ誘導の意図を感じずにはいられません」、また契約解除の理由などに関しての発言には「何かをにおわせる物言いは不適切かつミスリードになる危険性がある」と批判した。更に「ぼくは達郎さんを敵対視なんてしてませんから」としつつ、『絶大な影響力のあるカリスマミュージシャンに、子供たちが不幸にも性犯罪や性暴力の被害者になった時、「声を上げてもムダ」と諦めずにすむ社会を一緒に目指しましょうよ、とご提案しているのです。』とも発言している
松尾は2019年から2023年6月3日までジャニーズ及び関ジャニ∞の番組『関ジャム 完全燃SHOW』に常連出演していたが、2023年7月より出演を停止（松尾の最終出演日は2023年6月3日）している。

## 代表作

### アルバム
トータル・プロデューサーとして関与しているものを記す。
- 平井堅：『THE CHANGING SAME』『gaining through losing』『JAPANESE SINGER』
- CHEMISTRY：『The Way We Are』『Second to None』『Between the Lines』
- Skoop On Somebody：『Save Our Souls』『Sounds Of Snow』『HELLO MELLOW』
- 葛谷葉子：『MUSIC GREETINGS VOLUME ONE』『MUSIC GREETINGS VOLUME TWO』
- 川口大輔：『Sunshine After Monsoon』
- 鈴木雅之：『Champagne Royale』
- K：『Beyond the Sea』
- 東方神起：『Heart, Mind and Soul』
- 『Mellow Disney ～R&B Revisited～』
- コンピレーション・アルバム：『SMOOTH』シリーズ
- BREATHE：『Lovers' Voices』
- JUJU：『Delicious』『DELICIOUS 〜JUJU's JAZZ 2nd Dish〜』『DELICIOUS 〜JUJU's JAZZ 3rd Dish〜』
- 由紀さおり：『スマイル』

### シングル
- EXILE
  - 「Lovers Again」「THE GENERATION 〜ふたつの唇〜」（プロデュース・作詞：松尾潔）
  - 「The Birthday 〜Ti Amo〜」（プロデュース・作詞・共作曲：松尾潔）
  - 「LAST CHRISTMAS」（日本語詞：松尾潔）
- CHEMISTRY
  - 「PIECES OF A DREAM」「Point of No Return」「君をさがしてた 〜New Jersey United〜」（プロデュース：松尾潔）
  - 「It Takes Two/SOLID DREAM/MOVE ON」（プロデュース：松尾潔、作詞：小山内舞、立田野純）
  - 「You Go Your Way」「My Gift to You」（プロデュース：松尾潔、作詞：小山内舞）
  - 「FLOATIN'」（プロデュース・共作曲：松尾潔、作詞：立田野純）
- 平井堅：「why」「LOVE OR LUST」「even if」「Miracles」「KISS OF LIFE」（プロデュース：松尾潔）
- Skoop On Somebody：「ぼくが地球を救う〜Sounds Of Spirit〜」（プロデュース・作詞：松尾潔）
- Voices of KOREA/JAPAN：「Let's Get Together Now」（プロデュース・共作詞：松尾潔）
- 仲間由紀恵 with ダウンローズ：「恋のダウンロード」（プロデュース・作詞：松尾潔）
- 鈴木雅之&島谷ひとみ：「ふたりでいいじゃない」（プロデュース・共作詞：松尾潔）
- K：「Only Human」（プロデュース・共作曲：松尾潔、作詞：小山内舞）
- DOUBLE：「BED」「残り火-eternal BED-」（プロデュース・作詞・共作曲：松尾潔）
- 玉置成実：「もしも願いが…」（プロデュース・作詞・共作曲：松尾潔）
- 東方神起：「Stay With Me Tonight」「Somebody To Love」「My Destiny」「明日は来るから」「Heart, Mind and Soul」「Begin」（プロデュース：松尾潔、作詞：小山内舞）
- JUJU
  - 「桜雨」「この夜を止めてよ」「ラストシーン」（プロデュース・作詞：松尾潔）
  - 「Woman In Love 」（プロデュース・作詞・共作曲：松尾潔）
  - 「S.H.E. 」（作詞：小山内舞）
- 三代目 J SOUL BROTHERS from EXILE TRIBE：「Best Friend's Girl 」（プロデュース・作詞：松尾潔）
- 水谷豊：「大丈夫だよ」（作詞：松尾潔）
- SMAP：「GO NOW!」（作詞：立田野純）
- 久保田利伸：「Love Reborn (KC's "What'cha Gonna Do?" Remix)」「LOVE RAIN 〜恋の雨〜（松尾潔リミックス）」（リミックス：松尾潔）
- ジャニーズWEST：「おーさか☆愛・EYE・哀」（プロデュース・作詞・共作曲：松尾潔）
- 松下洸平：「つよがり」（プロデュース・作詞：松尾潔）
- 山内惠介：「愛が信じられないなら」（作詞）
- 天童よしみ：「帰郷」「星見酒」（作詞）

## プロデュース・リミックス・楽曲制作で関わった主なアーティスト

### 国内
- BREATHE
- CHEMISTRY
- DEEP
- DOUBLE
- EXILE
- Flower
- Happiness
- HIBARI
- JASMINE
- JUJU
- May J.
- May'n
- NEWS
- Skoop On Somebody
- SMAP
- Sowelu
- The Ivory Brothers
- TRUE KiSS DESTiNATiON
- 稲垣潤一
- 宇多田ヒカル
- 川口大輔
- 具島直子
- 葛谷葉子
- 久保田利伸
- クレンチ&ブリスタ
- 小室哲哉
- 三代目 J SOUL BROTHERS from EXILE TRIBE
- 嶋野百恵
- ジャニーズWEST
- 鈴木雅之
- 鈴木桃子
- テゴマス
- 玉置成実
- 天童よしみ
- 仲間由紀恵 with ダウンローズ
- ノーナ・リーヴス
- 平井堅
- 藤澤ノリマサ
- 松下奈緒
- 和田昌哉
- 由紀さおり

### 海外
- コルネイユ（英語版）
- デルタ・グッドレム
- ジョンB.（英語版）
- メイヤ
- アッシャー
- 孫楠（スン・ナン）
- K[注 3]
- 東方神起[注 3]
- TWICE
- INFINITE

## 出演番組

### ラジオ
- 田畑竜介 Grooooow Up（RKBラジオ）月曜レギュラー
- 松尾潔のメロウな夜（NHK-FM） 2024年3月25日　終了
- THE UNIVERSE（J-WAVE、月曜担当） 2008年春 終了
- SOUL SYSTEM（FM横浜）1998年4月〜2001年3月　終了
- マリブ・アーバン・ジャム・ステーション（ベイエフエム）1992年4月〜1996年3月　終了
- FREE JAM 78（ベイエフエム）
- KC Jungle（ベイエフエム）山崎邦正、極楽とんぼと共演
- 松尾潔的音楽夜話（ベイエフエム）

### テレビ
- エンターテインメントニュース（NHK BS2） - キャスター
- 週刊EXILE（TBS）
- X Factor Okinawa Japan（沖縄テレビ）2013年10月放送開始
- ASAYAN（テレビ東京）
- 松尾潔的音楽生活（The MUSIC 272）
- 関ジャム 完全燃SHOW（テレビ朝日）
- メロディーは時をこえて〜歌いつぐ筒美京平の世界〜（2021年3月28日、NHK BSプレミアム）[16]
- THEカラオケ★バトル（テレビ東京） - パネラー（不定期出演）

### テレビドラマ
- ノンママ白書 第4話（2016年9月3日、東海テレビ・フジテレビ） - 本人 役[17]

## 著書
| 出版年月日     | 作品名                                     | 出版社                         | ISBN               | 備考                                                         |
| -------------- | ------------------------------------------ | ------------------------------ | ------------------ | ------------------------------------------------------------ |
| 1991年6月10日  | 鈴木啓志編『USブラック・ディスク・ガイド』 | ブルース・インターアクションズ | ISBN 9784938339104 | 共著                                                         |
| 2000年11月28日 | 『TOKYO LONELY WALKER』                    | 扶桑社                         | ISBN 9784594030216 | 『週刊SPA!』連載の単行本化                                   |
| 2001年2月23日  | 『サクセスの秘密-中原昌也対談集』          | 河出書房新社                   | ISBN 9784309013992 | 対談参加。初出は『Ele-king』誌。                             |
| 2001年3月26日  | 『夢のカケラ―CHEMISTRY完全ドキュメント』   | ソニー・マガジンズ             | ISBN 9784789716772 |                                                              |
| 2002年6月14日  | 『学食巡礼』                               | 扶桑社                         | ISBN 9784594034917 | 『週刊SPA!』連載の単行本化                                   |
| 2004年11月18日 | 『NO MUSIC, NO LIFE』平間至                | マガジンハウス                 | ISBN 9784838713691 | 1997年12月                                                   |
| 2006年2月25日  | 『bounce book R&B STANDARDS』              | TOKYO FM出版                   | ISBN 9784887451544 | 共著                                                         |
| 2010年9月15日  | 『アフロ・ディズニー2 MJ没後の世界』       | 文藝春秋                       | ISBN 9784163720609 | 対談参加                                                     |
| 2014年5月30日  | 『松尾潔のメロウな日々』                   | スペースシャワーネットワーク   | ISBN 9784907435035 | 序文(山下達郎)                                               |
| 2015年6月26日  | 『松尾潔のメロウな季節』                   | スペースシャワーネットワーク   | ISBN 9784907435509 | 序文(菊地成孔)                                               |
| 2021年2月17日  | 『永遠の仮眠』                             | 新潮社                         | ISBN 9784103538417 | 序文(三浦しをん/ジェーン・スー)                              |
| 2024年1月11日  | 『おれの歌を止めるな』                     | 講談社                         | ISBN 9784065344347 | 日刊ゲンダイの連載とラジオでの発言のまとめ、および書き下ろし |

## 関連人物
- 井上三太
- 川口大輔
- 鷺巣詩郎
- Jin Nakamura
- 筒美京平
- 西寺郷太
- K
- 東方神起
- Maestro-T
- 山下達郎
- 吉岡正晴
- 渡辺祐
- 久保田利伸